# Kasaze
Kasaze – wieś w Słowenii, w gminie Žalec. W 2018 roku liczyła 759 mieszkańców.